# Dreieck (Sternbild)
Das Sternbild Dreieck (lateinisch Triangulum) ist ein kleines Sternbild am nördlichen Fixsternhimmel. Abends ist es von September bis März südlich des Sternbilds Andromeda zu sehen.

## Beschreibung

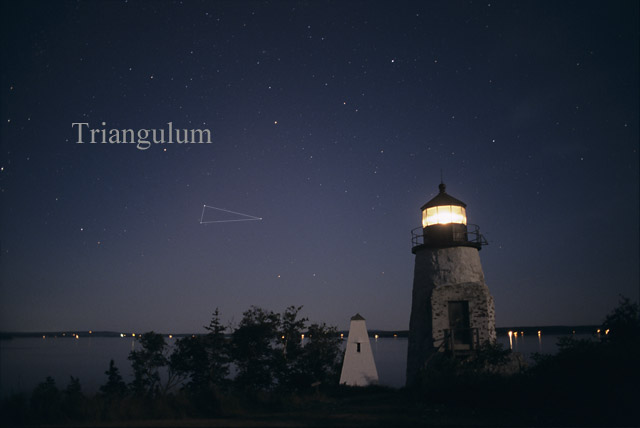
Das Sternbild Dreieck, wie es mit dem bloßen Auge gesehen werden kann

Das Dreieck ist ein unscheinbares Sternbild, das sich aus drei Sternen zusammensetzt. Nur zwei erreichen die 3. Größenklasse.
Das Dreieck liegt zwischen der Andromeda und dem Widder (Aries). Sein bekanntestes Himmelsobjekt ist der Dreiecksnebel (M33), der als Begleiter des Andromedanebels zu den uns nächsten Spiralgalaxien zählt.
Auf der Südhalbkugel findet man ein Gegenstück des Dreiecks – das Südliche Dreieck (Triangulum Australe).

## Geschichte
Das Dreieck gehört zu den klassischen 48 Sternbildern der Antike, die von Ptolemäus beschrieben wurden. Bei den Griechen hieß es Trigonon oder Deltoton oder Delta. Die Griechen sahen auch das Nildelta in diesem Sternbild, woraus sich der Name Geschenk des Flusses ableitet. Das Dreieck stand zudem auch für Sizilien, das wegen seiner Form auch „Trinacria“ hieß. Sizilien war Demeter geweiht und Persephone wurde von hier aus in den Hades entführt.
Aus weiteren lichtschwachen Sternen in der Umgebung des Dreiecks kreierte der Danziger Astronom Johannes Hevelius das Sternbild „Triangulum Minor“ (Kleines Dreieck), das sich allerdings nicht durchsetzte.

## Himmelsobjekte

### Sterne
| B   | F  | Namen o. andere Bezeichnungen                      | Scheinbare Helligkeit (mag) | Lj   | Spektralklasse   |
| --- | -- | -------------------------------------------------- | --------------------------- | ---- | ---------------- |
| β   | 4  | Beta Trianguli                                     | 3,00                        | 124  | A5 III           |
| α   | 2  | Elmuthalleth, Metallah, Mothallah, Caput Trianguli | 3,42                        | 64   | F6 IV            |
| γ   | 9  |                                                    | 4,03                        | 118  | A1 Vnn           |
| δ   | 8  |                                                    | 4,84                        | 35   | G0 V             |
| ι   | 6  |                                                    | 4,94                        | 305  | F4 V             |
| 400 | 14 |                                                    | 5,15                        | 392  | K5 III           |
| 400 | 7  |                                                    | 5,25                        | 293  | A0 V             |
| 400 | 10 |                                                    | 5,29                        | 350  | A2 V             |
| 400 | 12 |                                                    | 5,29                        | 155  | F0 III           |
| 400 |    | R Trianguli                                        | 5,3 bis 12,6                | 1300 | M4 IIIe-M8e / A5 |
| 400 | 15 |                                                    | 5,38                        | 204  | M3 III           |
| ε   | 3  |                                                    | 5,50                        | 370  | A2 V             |
| 400 | 13 |                                                    | 5,89                        |      |                  |
| 400 | 5  |                                                    | 6,24                        | 480  |                  |
|     |    | XX Trianguli                                       |                             | 630  |                  |

Beta Trianguli, der hellste Stern im Dreieck, ist ein 127 Lichtjahre entfernter Doppelstern. Der Hauptstern besitzt den vierfachen Durchmesser und die 2,5-fache Masse unserer Sonne. Der Begleitstern besitzt etwa die Größe unserer Sonne. Beide Sterne besitzen einen Abstand von 0,3 AE und umkreisen einander in nur 31,8 Tagen. Aufgrund des geringen Winkelabstandes können sie nicht im Teleskop beobachtet werden.
α Trianguli, der zweithellste Stern des Sternbildes, ist ein 64 Lichtjahre entfernter Stern. Es handelt sich ebenfalls um ein enges Doppelsternsystem, das im Teleskop nicht beobachtet werden kann. Der Hauptstern besitzt die 1,5-fache Masse und die 13-fache Leuchtkraft unserer Sonne. Der Abstand der Sterne beträgt nur 0,04 AE, sie umkreisen einander in 1,74 Tagen.
Der Name Elmuthalleth ist arabischen Ursprungs und bedeutet „Dreieck“. Der lateinische Name „Caput Trianguli“ bedeutet „Spitze des Dreiecks“.
Gamma Trianguli ist ein 118 Lichtjahre entfernter bläulich-weißer Stern mit zweifachem Sonnendurchmesser. Der Stern rotiert in nur 12 Stunden um die eigene Achse.

### Doppelsterne
| System | Scheinbare Helligkeit (mag) | Abstand |
| ------ | --------------------------- | ------- |
| ι      | 5,2 / 7,0                   | 3,6"    |
| 15     | 5,4 / 6,8                   | 143"    |

ιTrianguli (in neueren Sternkatalogen meist nur als 6 Tri bezeichnet) ist ein Doppelsternsystem in 305 Lichtjahren Entfernung. Die beiden gelb und weißlich leuchtenden Sterne können bereits mit einem kleinen Teleskop beobachtet werden.
15 Trianguli ist ein 150 Lichtjahre entferntes Doppelsternsystem. Der Hauptstern ist ein tiefroter Riesenstern der seltenen Spektralklasse M4. Sein Begleiter ist ein weißlicher Stern der Spektralklasse A5. Die beiden Sterne stehen mit einem Abstand von 143 Bogensekunden sehr weit auseinander und können schon mit einem kleinen Teleskop getrennt werden.

### Veränderliche Sterne
| Objekt | Scheinbare Helligkeit (mag) | Periode    | Typ       |
| ------ | --------------------------- | ---------- | --------- |
| R      | 5,3 bis 12,6                | 266,9 Tage | Mirastern |

R Trianguli ist ein 1300 Lichtjahre entfernter veränderlicher Stern vom Typ Mira, der seine Helligkeit während eines Zeitraumes von 266,9 Tagen stark verändert. Während des Helligkeitsmaximums kann er mit bloßem Auge gesehen werden, im Minimum benötigt man ein mittleres Teleskop.

### Messier- und NGC-Objekte
| Messier (M) | NGC | sonstige | Scheinbare Helligkeit | Typ            | Name                              |
| ----------- | --- | -------- | --------------------- | -------------- | --------------------------------- |
| 33          | 598 |          | 11                    | Galaxie        | Dreiecksnebel, Triangulum-Galaxie |
|             | 604 |          |                       | Emissionsnebel |                                   |
|             | 672 |          |                       | Galaxie        |                                   |
|             | 925 |          |                       | Galaxie        |                                   |
|             |     | IC 1727  |                       | Galaxie        |                                   |
|             |     | 3C 48    |                       | Quasar         |                                   |

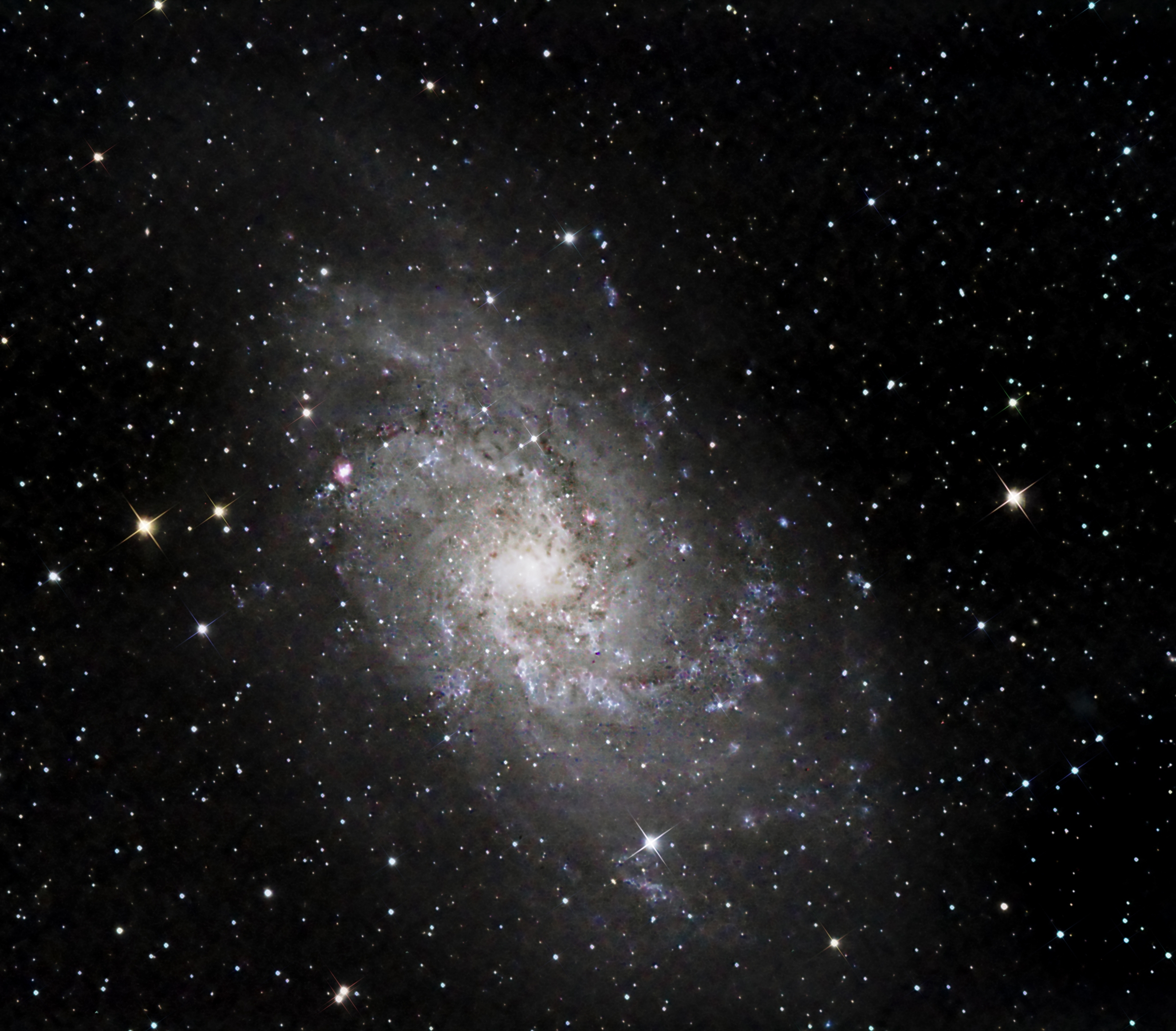
Amateuraufnahme der Galaxie M33 (NGC 598)

Im Dreieck befindet sich der Dreiecksnebel (M33), mit einer Entfernung von 2,3 Millionen Lichtjahren nach dem Andromedanebel die zweitnächste große Galaxie. Der Dreiecksnebel, der Andromedanebel und unsere Milchstraße bilden mit einer Reihe von kleineren Begleitgalaxien die Lokale Gruppe. Der 1764 von Charles Messier entdeckte Dreiecksnebel ist aufgrund seiner geringen Flächenhelligkeit nur schwer zu beobachten. In einer mondlosen Nacht, abseits von künstlichen Lichtquellen ist er allerdings schon im Prismenfernglas als nebliges Fleckchen zu erkennen. In größeren Teleskopen werden Spiralarme sichtbar.